# Don’t Touch the Light
Don't Touch the Light – pierwszy album niemieckiej grupy Bonfire po zmianie nazwy z Cacumen. Album został wydany w 1986 roku na LP i CD. W 2009 roku Toni Übler zremasterował album, a firma Yesterrock wznowiła go na CD i wzbogaciła o siedem utworów granych na żywo.

## Lista utworów
1. "Intro" (1:57)
2. "Starin' Eyes" (4:09)
3. "Hot To Rock" (4:12)
4. "You Make Me Feel" (4:44)
5. "Longing For You" (3:45)
6. "Don't Touch The Light" (4:30)
7. "S.D.I." (5:46)
8. "No More" (4:10)
9. "L.A." (4:38)

### Bonus
1. "Intro/Starin' Eyes (Live)" (5:17)
2. "Don't Touch The Light (Live)" (5:02)
3. "S.D.I. (Live)" (6:05)
4. "You Make Me Feel (Live)" (3:08)
5. "Longing For You (Live)" (3:38)
6. "You Are My Destiny (Live)" (4:11)
7. "Bad Widow (Live)" (8:08)

## Wykonawcy
- Joerg Deisinger – gitara basowa, wokal wspierający
- Dominic Huelshorst – perkusja, wokal wspierający
- Hans Ziller – gitara, gitara akustyczna, wokal wspierający
- Horst Maier-Thorn – gitara, wokal wspierający
- Claus Lessmann – wokal, wokal wspierający, teksty